# 꽁치의 맛
《꽁치의 맛》(일본어: 秋刀魚の味 산마노아지[*])은 1962년 개봉한 드라마 영화다. 오즈 야스지로가 감독을 맡았고, 류 지슈와 이와시타 시마 등이 출연했다. 개봉 1년 뒤에 오즈가 암으로 사망하면서 그가 감독한 마지막 영화가 됐다. 오즈가 감독한 영화에서 자주 나오는 소재인, 혼기가 찬 딸을 시집보내려는 아버지를 다루고 있다.

## 줄거리
히라야마 슈헤이(류 지슈)는 나이든 회사원이다. 절친한 친구인 가와이 슈조(나카무라 노부오)는 그에게 딸을 시집보내야 한다고 충고한다.

## 출연
- 류 지슈: 히라야마 슈헤이
- 이와시타 시마: 히라야마 미치코
- 사다 게이지
- 오카다 마리코
- 요시다 데루오
- 마키 노리코
- 미카미 가즈히로: 히라야마 가즈오
- 나카무라 노부오: 가와이 슈조
- 다마키 미치요: 호리에 다마코
- 기타 류지: 호리에 신
- 다카하시 도요: '와카마쓰' 주인장
- 아사지 시노부: 사사키 요코

## 제작 과정
《꽁치의 맛》은 오즈 야스지로가 54번째로 감독한 영화이자 그가 마지막으로 감독한 영화다. 오즈는 후기에 쇼치쿠 외의 제작사에서 영화를 찍었는데, 예를 들어 《부초》는 다이에이에서, 《고하야가와가의 가을》은 토호에서 찍었다. 《꽁치의 맛》은 《고하야가와가의 가을》 이후 다시 쇼치쿠로 돌아와서 찍은 영화다. 이 영화는 1962년 8월부터 11월까지 촬영됐다.

## 참고

### 문헌
- 정한석. 〈꽁치의 맛〉. 《세계영화작품사전》.